# بنيامين سيليمان
بنيامين سيليمان (بالإنجليزية: Benjamin Silliman)‏ (ولد في 8 أغسطس، 1779 وتوفي 24 نوفمبر، 1864) كان من الأوائل الكيميائيين الأمريكين وأستاذاً للعلوم. كان من أوائل الأساتذة الجامعيين في جامعة جامعة ييل، أول شخص يستخلص النفط في أمريكا. ومؤسس المجلة الأمريكية للعلوم المجلة العلمية الأقدم في النشر المستمر في الولايات المتحدة.

## النشأة
ولد بنيامين سيليمان في حانة في نورث ستراتفورد، الآن ترمبل في ولاية كونيتيكت. بعدأشهر قليلة من هرب امه ماري سيليمان من فيرفيلد بسبب اجتياح الغزاة البريطانيين لها، الذين حرقو المدينة بالكامل. أخذت القوات البريطانية أبيه الجنرال جولد سيليك سيليمان وسجنته في مايو 1779.

## التعليم

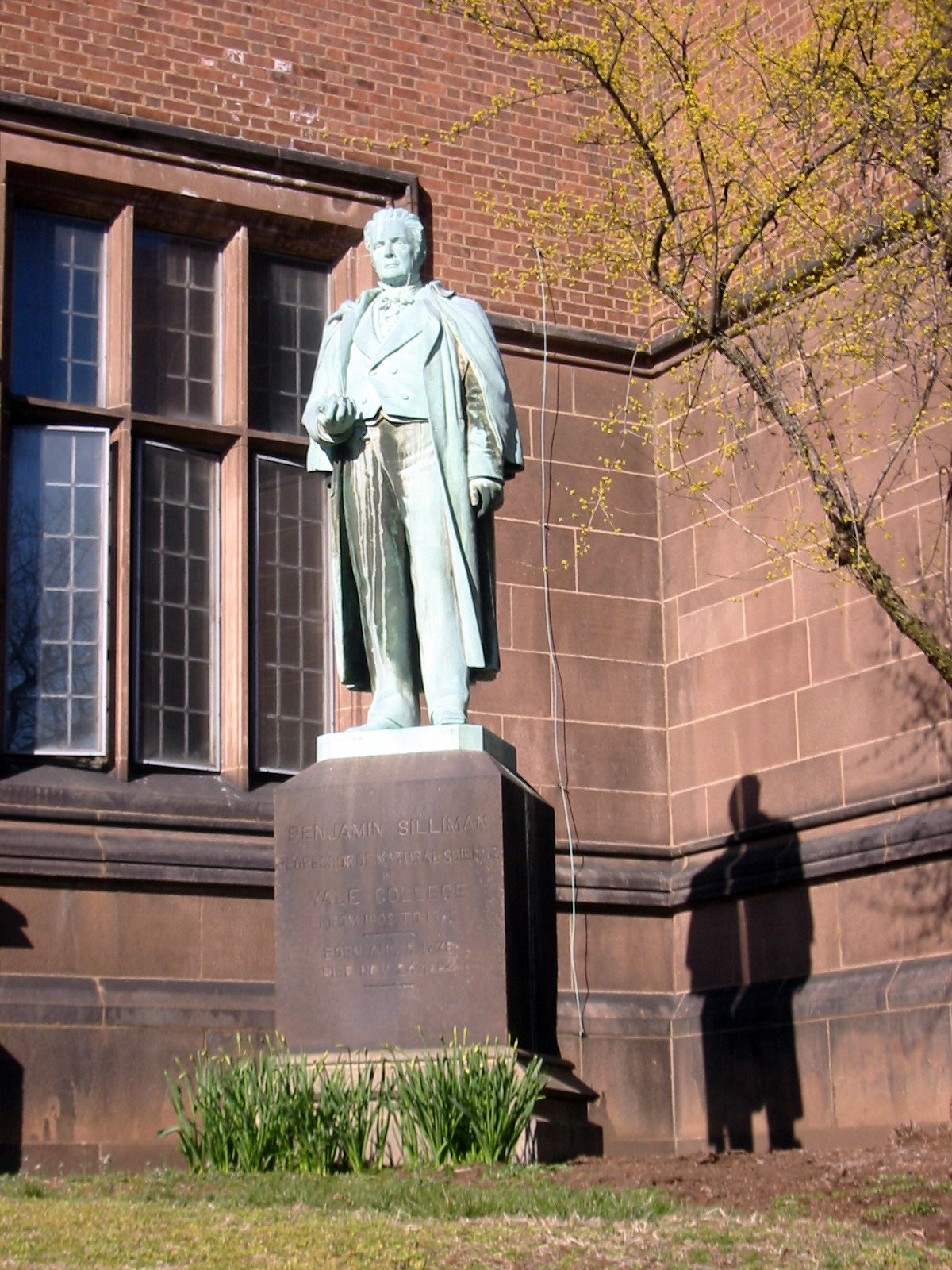
نصب تذكاري إلى سيليمان في واجهة معمل الكيمياء لجامعة ييل

تعلم سيليمان في ييل وتلقى شهادة البكالوريوس في عام 1796 وشهادة الماجستير في عام 1799. درس القانون من 1798 حتى 1799 وأصبح مدرساً في ييل من العام 1799 إلى 1802. منح إذناً بممارسة القانون في العام 1802. الرئيس تيموثي دوايت الرابع إلى جامعة ييل اقترح بأن يطور نفسه لتدريس الكيمياء والتاريخ الطبيعي والقبول بأستاذ جديد في الجامعة. سيليمان درس الكيمياء جنباً إلى جنب مع جيمس وودهاوس في جامعة بنسلفانيا في فيلادلفيا، وقد قدم أولى محاظراته في الكيمياء في ييل في العام 1804. هذه المحاظرات كانت أولى المحاظرات العلمية التي تقدم في الجامعة. في العام 1805 سافر إلى إدنبرة لتلقي المزيد من التعليم.

## نيزك 1807
في الساعة 06:30 صباحاً 14 ديسمبر، 1807 كرة نارية ملتهبه حجمها حوالي ثلثي القمر، شوهدت تسافر إلى الأجزاء الجنوبية في فيرمونت وماساتشوستس. ثلاثة انفجارات عالية سُمعت في مدينة ويستون في مقاطعة فيرفيلد، كونيتيكت. فتات الحجارة سقط على الأقل في 6 أجزاء. الجزء الأكبر والغير مكسور منه يزن 36.5 باوند (16.5 كجم) وجد بعد عدة أيام من البحث الفاشل من قبل سيليمان وكينغسلي. وجده صاحب مزرعة في ترمبل يدعى إيليجا ستالي وقد قدمه لجامعة ييل بعدما ألح عليه السكان المحليون الذين ألتقوا بالأساتذة اثناء تحقيقهم عنه، ولكنه أصر على ان يبيعه والذي اشتراه العقيد جورج جيبس وأضافه إلى مجموعته الواسعة والشهيرة للمعادن; وعندما أصبحت المجموعة جزءاً من ممتلكات جامعة ييل في عام 1825، تمكن ييل من الحصول على هذه الحجرة، العينة الوحيدة إلى نيزك ويستون متواجده الآن في متحف ييل بيبودي. .

## أشياء تحمل اسمه
- كلية سيليمان واحدة من الكليات السكنية داخل جامعة ييل سميت بإسمه.
- معدن السليمانيت
- جبل سيليمان الواقع في حديقة سيكويا الوطنية

## وصلات خارجية
- بنيامين سيليمان على موقع الموسوعة البريطانية (الإنجليزية)
- بنيامين سيليمان على موقع جامعة ييل نسخة محفوظة 22 يونيو 2010 على موقع واي باك مشين. (بالإنجليزية)
- حول نشاطه في مناهضة العبودية (بالإنجليزية)